# トマス・パーカー (牧師)
トマス・パーカー（Thomas Parker、1595年 - 1677年4月24日）は、イングランド王国のプロテスタント聖職者。非同調主義（非国教主義）(nonconformism) の立場をとり、後にアメリカに渡り、現在のアメリカ合衆国マサチューセッツ州ニューベリー (Newbury) の創設者となった。

## 生涯
パーカーは、おそらくはウィルトシャー州スタントン・セント・バーナード (Stanton St Bernard) に、父ロバート・パーカー牧師 (the Reverend Robert Parker, M.A.)と母ドロシー・スティーヴンス (Dorothy Stephens) の間のただひとりの子どもとして生まれた。パーカーは、オックスフォード大学のモードリン・カレッジに入学したが、父がその信仰上の信条からダブリンへの移住を余儀なくされた際に、大学を離れ父とともにダブリンへ移った。ダブリンでは、大司教ジェームズ・アッシャー (James Ussher) の下で学んだ。その後、オランダのライデンで亡命生活を送っていた父の許へ赴き、当地でウィリアム・エイムス (William Ames) と知り合い、1617年にはライデン大学から修士 (M.A.) を取得した。
その後、イングランドに戻ったパーカーは、バークシャー州ニューベリー (Newbury) に居を構えて、セント・バーソロミューズ・スクール (St. Bartholomew's School) で教鞭を執り、ウィリアム・トゥイス (William Twisse) の説教助手を務めた。パーカーはそのピューリタン的主張が原因となって、他の数多くのウィルトシャーの人々とともに、1634年3月26日に Mary and John of London 号に乗船してニューイングランドへ向かうことになり、5月にアメリカに上陸した。当時アガワム (Agawam) と呼ばれていた、後のイプスウィッチ (Ipswich) に定着した100人ほどとともに、パーカーは1年間とどまって、ナサニエル・ウォード (Nathaniel Ward) の助手を務めた。
パーカーは、従兄弟であるジェイムズ・ノイズ (James Noyes) や甥のジョン・ウッドブリッジ (John Woodbridge) ほか数人とともに、メリマック川 (Merrimack River) 河口部のカスカクンケン (Quascacunquen) と呼ばれていた場所へ移る許可をマサチューセッツ地方集会 (Massachusetts General Court) から得、この入植地はニューベリー（綴り字は Newbury とも Newberry とも記した）という名で、1635年に郡区/タウンシップとして法人化された。ノイズは教師に選ばれ、パーカーは植民地で10番目に建てられた教会の最初の牧師となった。パーカーは、その後、終生ニューベリーにとどまり、 コットン・マザー (Cotton Mather) によれば「彼の生涯を通しての美しく、神聖で、慈愛に満ち、謙虚な姿は」「まわりの人々にとって、彼が説く教理についての常に最も生き生きとしたお手本であり続けた」という。この頃、パーカーは、母親が出産直後に死去し、父親であったリチャード・ダマー (Richard Dummer) がイングランドへ戻ってしまい、置き去りにされたシュベル・ダマー (Shubael Dummer) の保護者、教師となった。
ノイズとともに、パーカーはハーバード大学を目指す者の入学準備も手助けしたが、報酬は一切受け取らなかった。1643年以来、視力の衰えを訴えていたパーカーは、1663年にジョン・ウッドブリッジがイングランドから戻るとこれを自らの助手にしたが、視力の衰えは続き、晩年にはまったく視力を失っていた。しかし、視力を失いつつある中でもパーカーは、ノイズと同居していたジェイムズ・ノイズ・ハウス (James Noyes House) に12人から14人ほどの生徒たちを集め、教えることを続けていた。パーカーは様々な言語を、記憶だけによって教授することが容易にできた。シュベル・ダマーの従兄弟のひとり、サミュエル・シーウォール (Samuel Sewall) は、その生徒のひとりで、日記にパーカーのことを書き残した。パーカーが牧師を務めていた時期には、教会の運営形態をめぐって、教会区（パリッシュ）内を二分する、深刻な論争が行なわれた。
パーカーは、1677年4月24日に、独身のまま82歳で死去した。カスカクンケン川は、1697年に、パーカー川 (the Parker River) と改名された。